# Правда (Курская область)
Правда — хутор в Суджанском районе Курской области. Входит в состав Пореченского сельсовета.

## География
Хутор находится на реке Суджа, в 13 км от российско-украинской границы, в 80 км к юго-западу от Курска, в 10,5 км к северо-востоку от районного центра — города Суджа, в 3,5 км от центра сельсовета  — Черкасское Поречное.
Климат
Правда, как и весь район, расположена в поясе умеренно континентального климата с тёплым летом и относительно тёплой зимой (Dfb в классификации Кёппена).

## Население
| 2002 | 2010 |
| ---- | ---- |
| 76   | ↘66  |

## Инфраструктура
Личное подсобное хозяйство. В хуторе 35 домов.

## Транспорт
Правда находится в 4 км от автодороги регионального значения 38К-004 (Дьяконово — Суджа — граница с Украиной), в 4 км от автодороги 38К-024 (Льгов — Суджа), в 1,5 км от автодороги межмуниципального значения 38Н-070 (38К-004 — Киреевка), в 6 км от автодороги 38Н-071 (38Н-070 — 38К-024), на автодороге 38Н-723 (Черкасское Поречное — Ивашковский), в 8 км от ближайшей ж/д станции Суджа (линия Льгов I — Подкосылев).
В 115 км от аэропорта имени В. Г. Шухова (недалеко от Белгорода).